# Achaearanea extumida
Achaearanea extumida là một loài nhện trong họ Theridiidae.
Loài này thuộc chi Achaearanea. Achaearanea extumida được miêu tả năm 1994 bởi Xing, Gao & Zhu.